# Gheorghe Mărdărescu
Gheorghe Mărdărescu, appelé aussi Virgil Mărdărescu, était un joueur et entraîneur de football roumain, connu pour avoir remporté la CAN 1976 avec le Maroc.

## Biographie
Il est entraîneur de trois clubs roumains : le FC Argeș Pitești, le FC Farul Constanța et le Dinamo Bacău. Il est le sélectionneur du Maroc de 1974 à 1978, participant à deux CAN : en 1976 et en 1978. En 1976, il remporte le premier et seul titre majeur du Maroc, mais échoue au premier tour de la CAN en 1978.
Son fils, Gilles Mardarescu, est également footballeur et joue notamment en faveur du New York Cosmos, des Rochester Lancers et du Wydad de Casablanca.

## Palmarès
- Vainqueur de la Coupe d'Afrique des nations 1976 avec l'équipe du Maroc
- Vainqueur des Jeux panarabes en 1976 avec l'équipe du Maroc
- Champion de Roumanie de D2 en 1973 avec le Poli Iași
- Finaliste de la Coupe de Roumanie en 1965 avec le Argeș Pitești